# Roza Haile
Roza Haile (* 1. Januar 2006) ist eine eritreische Leichtathletin, die im Sprint und Mittelstreckenlauf an den Start geht.

## Sportliche Laufbahn
Erste Erfahrungen bei internationalen Meisterschaften sammelte Roza Haile im Jahr 2023, als sie bei den U18-Afrikameisterschaften in Ndola in 4:30,1 min den sechsten Platz im 1500-Meter-Lauf belegte. Im Oktober wurde sie bei den Straßenlauf-Weltmeisterschaften in Riga nach 4:49,43 min 23. über die Meile. Im Jahr darauf belegte sie bei den Afrikaspielen in Accra in 4:18,09 min den achten Platz über 1500 Meter und im Juni wurde sie bei den Afrikameisterschaften in Douala in 4:24,06 min Elfte.
2021 wurde Haile eritreische Meisterin im 400-Meter-Lauf sowie 2022 über 800 Meter.

## Persönliche Bestzeiten
- 400 Meter: 59,24 s, 18. September 2021 in Asmara
- 800 Meter: 2:08,62 min, 24. Juli 2021 in Asmara (eritreischer U18-Rekord)
- 1500 Meter: 4:18,09 min, 22. März 2024 in Accra